# 聖籠インターチェンジ
聖籠インターチェンジ（せいろうインターチェンジ）は、新潟県北蒲原郡聖籠町にある国道7号新新バイパスのインターチェンジ。

## 接続する道路
- 新潟県道3号新潟新発田村上線

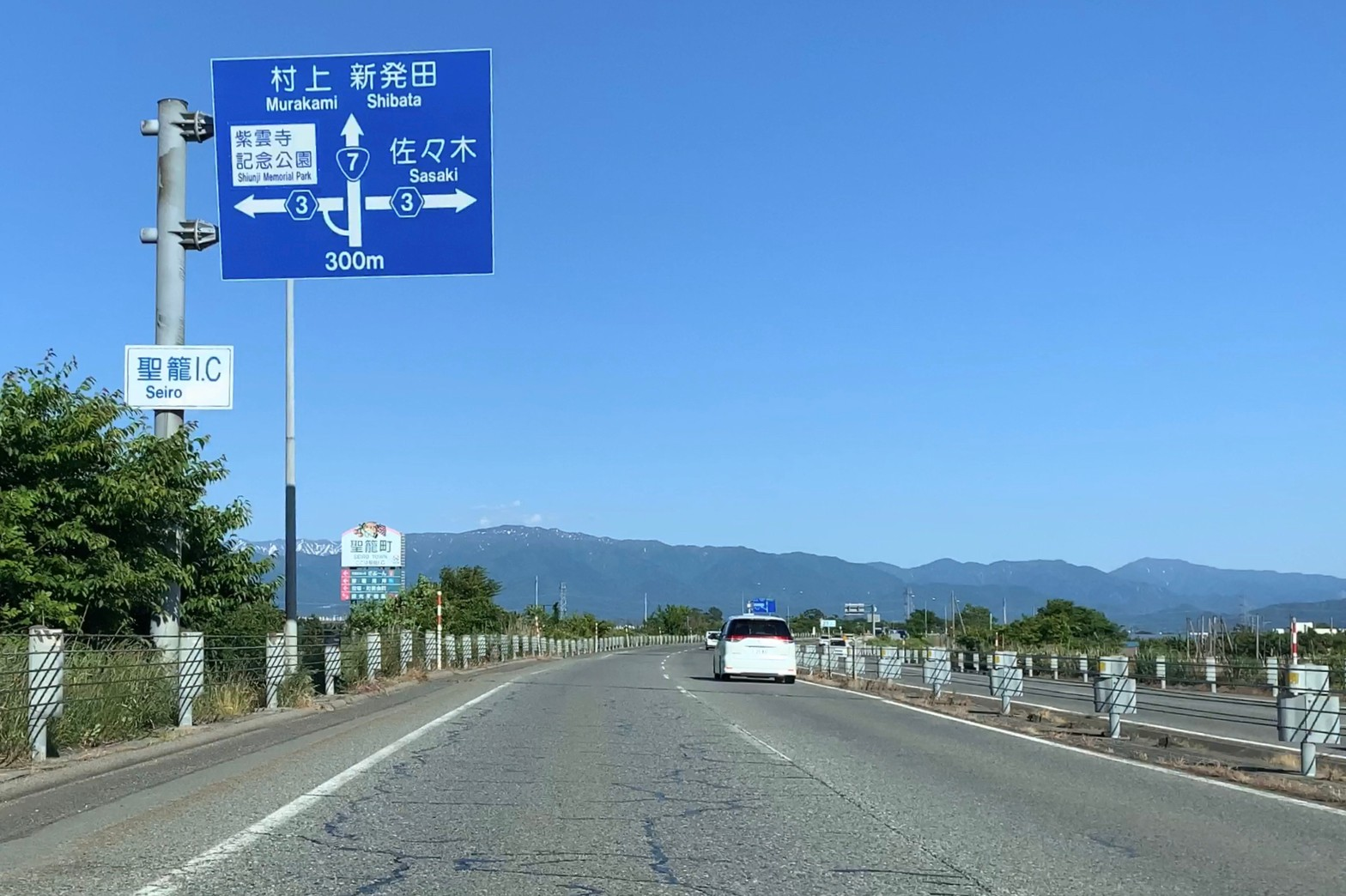
東行本線上のIC案内標識（2020年5月）
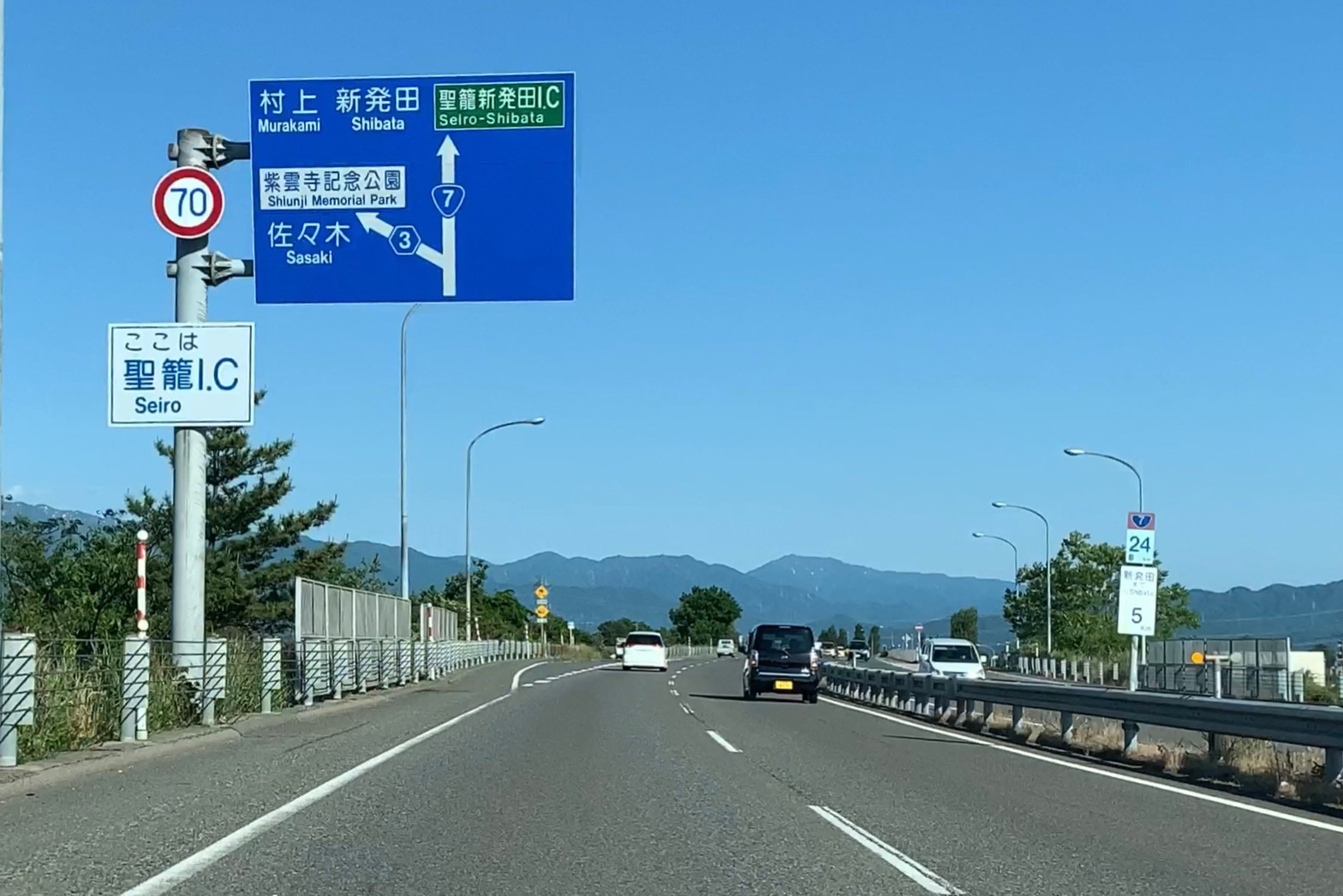
東行本線からの出口ランプ（2020年5月）

## 隣
国道7号新新バイパス
蓮野IC - 聖籠IC - 聖籠新発田IC